# Amt Rosengarten

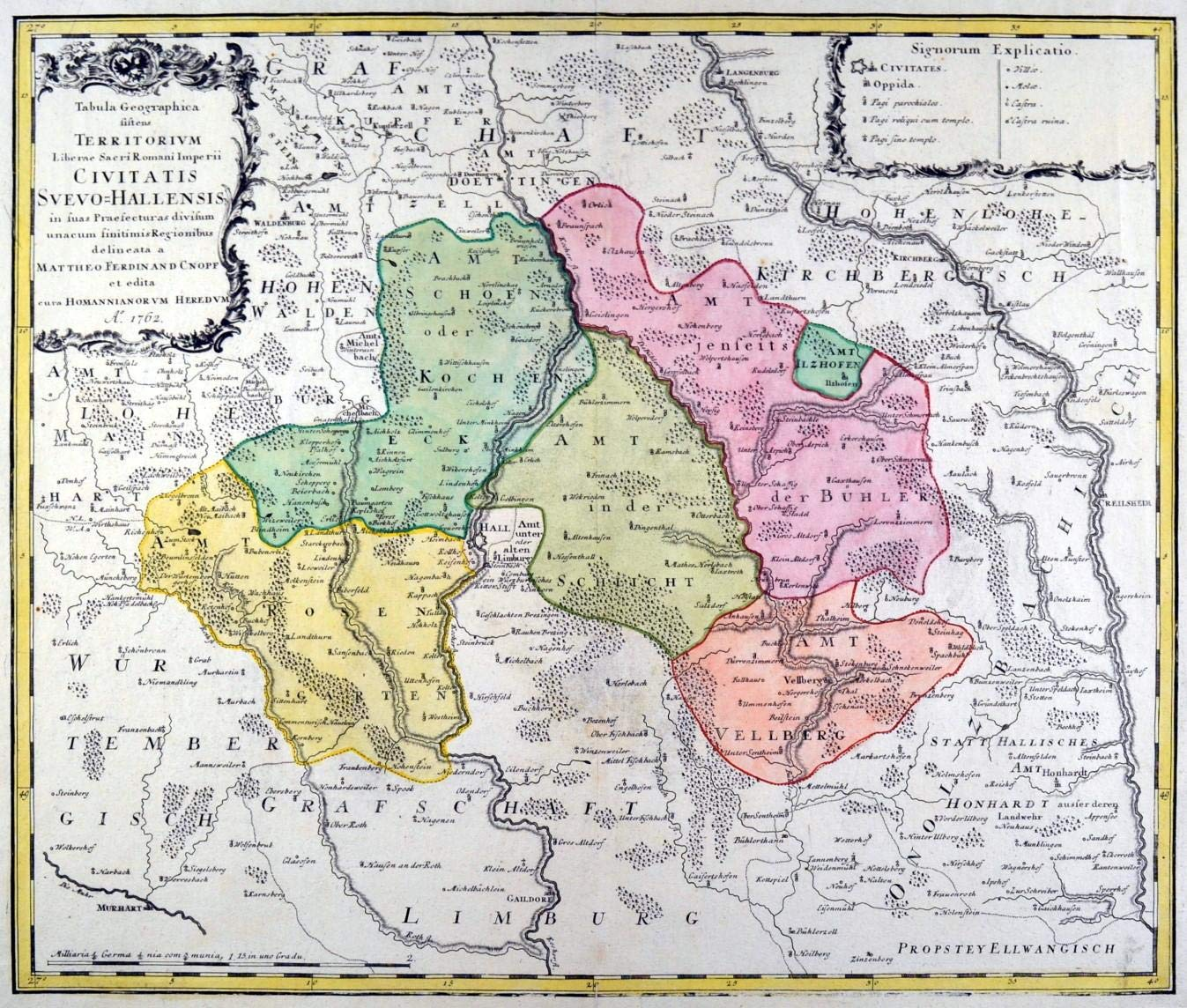
Genordete Karte des hällischen Territoriums im Jahre 1762. Das Amt Rosengarten liegt südwestlich von Hall (linke gelbe Fläche).

Das Amt Rosengarten war bis 1803 eines von sieben städtischen Ämtern der Reichsstadt Hall, dem heutigen Schwäbisch Hall im nördlichen Baden-Württemberg.
Das Amt Rosengarten mit Sitz in der heutigen Gemeinde Rosengarten, die große Teile von ihm umfasst, lag südwestlich von Hall; zu ihm gehörten die Dörfer Bibersfeld, Hagenbach, Michelfeld, Rieden, Sanzenbach, Tullau, Uttenhofen und Westheim; sowie die im Mainhardter Wald gelegenen Dörfer Hütten und Bubenorbis mit Ziegelbronn. Im Jahr 1803 hatte das Amt Rosengarten 2984 Einwohner.
Die Ämter der Reichsstadt Hall zogen die Abgaben der Untertanen ein. In den einzelnen Orten hatten oft auch andere Herrschaften wie Brandenburg-Ansbach und das Haus Hohenlohe Teile der Rechte inne. 
Mit dem Ende der Reichsstadt Hall wurde das Gebiet des Amtes Rosengarten in das württembergische Oberamt Hall eingegliedert.